# Spjutflickslända
Spjutflickslända (Coenagrion hastulatum), förr kallad T-tecknad flickslända, är en art i insektsordningen trollsländor som tillhör familjen dammflicksländor.

## Kännetecken
Hanen har blå grundfärg på kroppen, men äldre hanar får en grönblå nyans. Honan är mer grönaktig. Båda har svarta teckningar på bakkroppen, men honans är mer utbredd än hanens och täcker nästan hela bakkroppens ovansida. Vingarna är genomskinliga med mörkt vingmärke. Vingbredden är omkring 40 millimeter och bakkroppens längd är 22 till 29 millimeter.

## Utbredning
Denna art finns i mellersta, östra och norra Europa och i norra Sibirien. I Sverige finns den över så gott som hela landet. Den är landskapstrollslända för Ångermanland.

## Levnadssätt
Spjutflicksländans habitat är små sjöar och andra mindre vattensamlingar, särskilt näringsfattiga sådana. Efter parningen lägger honan äggen tillsammans med hanen, i stjälkarna på vattenväxter. Utvecklingstiden från ägg till imago är ett till fyra år, längst i de norra delarna av utbredningsområdet och kortast i de södra. Flygtiden är från slutet av maj till början av augusti.

## Hot
Beståndet kan påverkas av klimatförändringar. Hela populationen antas vara stor. IUCN listar arten som livskraftig (LC).